# Греко-римская борьба на летних Олимпийских играх 1932 — до 56 кг
Соревнования по греко-римской борьбе в рамках Олимпийских игр 1932 года в легчайшем весе (до 56 килограммов) прошли в Лос-Анджелесе с 4 по 7 августа 1932 года в Grand Olympic Auditorium.
Турнир проводился по системе с начислением штрафных баллов. За чистую победу штрафные баллы не начислялись, за победу по очкам борец получал один штрафной балл, за поражение — три штрафных балла. Борец, набравший пять штрафных баллов, из турнира выбывал.  Тот круг, в котором число оставшихся борцов становилось меньше или равно количеству призовых мест, объявлялся финальным, и борцы, вышедшие в финал, проводили встречи между собой. В случае, если они уже встречались в предварительных встречах, такие результаты зачитывались. Схватка по регламенту турнира продолжалась 20 минут.
В легчайшем весе боролись всего 7 участников. Условными фаворитами соревнований были чемпион Европы 1931 года Херман Тувессон и бронзовый призёр того же чемпионата Марчелло Ниццола. Серебряный призёр того чемпионата Курт Лойхт проиграл в конкуренции внутри страны Якобу Бренделю, серебряному призёру чемпионата Европы 1930 года, и на игры поехал Брендель. В конечном итоге в финал вышли Ниццола и Брендель. К тому времени уже определился бронзовый призёр, им стал француз Луи Франсуа, который несмотря на то, что победил Ниццолу в четвёртом круге, выбыл из турнира, перебрав штрафных баллов. Во встрече Бренделя и Ниццолы победил Брендель, а Ниццола после окончания схватки, ворвался с ножом в раздевалку Бренделя, но был остановлен полицейскими.

## Призовые места
- Якоб Брендель
- Марчелло Ниццола
- Луи Франсуа

## Первый круг
| Штрафных баллов | Участник 1        | Результат    | Участник 2   | Штрафных баллов |
| --------------- | ----------------- | ------------ | ------------ | --------------- |
| 0               | Якоб Брендель     | Туше (13:29) | Аатос Яскари | 3               |
| 1               | Херман Тувессон   | По очкам     | Луи Франсуа  | 3               |
| 0               | Марчелло Ниццола  | Туше (17:44) | Ласло Секфю  | 3               |
| 0               | Георгиос Зервинис | Пропускал    |              |                 |

## Второй круг
| Штрафных баллов | Участник 1       | Результат | Участник 2        | Штрафных баллов |
| --------------- | ---------------- | --------- | ----------------- | --------------- |
| 1               | Якоб Брендель    | По очкам  | Георгиос Зервинис | 3               |
| 2               | Херман Тувессон  | По очкам  | Аатос Яскари      | 6               |
| 4               | Луи Франсуа      | По очкам  | Ласло Секфю       | 6               |
| 0               | Марчелло Ниццола | Пропускал |                   |                 |

## Третий круг
| Штрафных баллов | Участник 1       | Результат | Участник 2        | Штрафных баллов |
| --------------- | ---------------- | --------- | ----------------- | --------------- |
| 1               | Марчелло Ниццола | По очкам  | Георгиос Зервинис | 6               |
| 2               | Якоб Брендель    | По очкам  | Херман Тувессон   | 5               |
| 4               | Луи Франсуа      | Пропускал |                   |                 |

## Четвёртый круг
| Штрафных баллов | Участник 1    | Результат | Участник 2       | Штрафных баллов |
| --------------- | ------------- | --------- | ---------------- | --------------- |
| 5               | Луи Франсуа   | По очкам  | Марчелло Ниццола | 4               |
| 2               | Якоб Брендель | Пропускал |                  |                 |

## Финал
| Штрафных баллов | Участник 1    | Результат | Участник 2       | Штрафных баллов |
| --------------- | ------------- | --------- | ---------------- | --------------- |
| 3               | Якоб Брендель | По очкам  | Марчелло Ниццола | 7               |